# Комитет Государственной думы VIII созыва по региональной политике и местному самоуправлению
Комитет Государственной думы по региональной политике и местному самоуправлению образован 12 октября 2021 года на первом заседании Государственной думы VIII созыва. Председателем Комитета выбран Диденко Алексей Николаевич, фракция «ЛДПР». В состав Комитета входят 9 депутатов.

## Состав Комитета
| № | Депутат Государственной думы РФ | Должность в комитете | Фракция (одномандатник / по партийному списку) | Регион | Фото |
| - | ------------------------------- | --- | ---------------------------------------------- | --- | ---- |
| 1 | Диденко Алексей Николаевич      | Председатель Комитета | ЛДПР (одномандатник)                           | Томская область Томский одномандатный округ № 181 |      |
| 2 | Морозов Сергей Иванович         | Первый заместитель председателя Комитета                                                                                         | Единая Россия (по партийному списку)           | Ульяновская область |      |
| 3 | Панин Геннадий Олегович         | Первый заместитель председателя Комитета                                                                                         | Единая Россия (одномандатник)                  | Московская область Орехово-Зуевский одномандатный округ № 123 |      |
| 4 | Фадина Оксана Николаевна        | Заместитель председателя Комитета                                                                                                | Единая Россия (одномандатница)                 | Омская область Любинский одномандатный округ № 141 |      |
| 5 | Любарский Ромар Валерьевич      | Заместитель председателя Комитета                                                                                                | Единая Россия (по партийному списку)           | Чувашская республика |      |
| 6 | Матвеев Михаил Николаевич       | Заместитель председателя Комитета                                                                                                | КПРФ (одномандатник)                           | Самарская область Промышленный одномандатный округ № 162 |      |
| 7 | Гурулёв Андрей Викторович       | Член Комитета Введён в Комитет 11 февраля 2025 года (Постановление Государственной думы №835778-8)                               | Единая Россия (по партийному списку)           | Забайкальский край Камчатский край Приморский край Хабаровский край Амурская область Магаданская область Сахалинская область Еврейская автономная область Чукотский автономный округ |      |
| 8 | Иванов Анатолий Петрович        | Член Комитета | Единая Россия (по партийному списку)           | Татарстан |      |
| — | Кисляков Михаил Леонидович      | Член Комитета (до 29 октября 2024 года — Постановление Государственной думы №751525-8) Переведён в Комитет ГД по охране здоровья | Единая Россия (по партийному списку)           | Архангельская область Ненецкий автономный округ |      |
| 9 | Парфёнов Андрей Борисович       | Член Комитета | Единая Россия (по партийному списку)           | Самарская область Тульская область |      |

## Федеральные законы, рассмотренные Комитетом
Соотношение принятых законов, отклонённых и отозванных законопроектов (2021―2023)
 Принятые Федеральные законы (33 %) Отклонённые и отозванные законопроекты (67 %)
Федеральные законы по субъектам законодательной инициативы (2021-2023)
 Правительство РФ (39 %) Депутаты Государственной Думы (15 %) Сенаторы Российской Федерации (15 %) Парламенты субъектов Российской Федерации (31 %)
За период легислатуры Государственной думы VIII созыва (2021—2023) Комитетом по региональной политике и местному самоуправлению было рассмотрено 40 законопроектов, 13 из которых вступили в силу в качестве Федеральных законов. 27 законопроектов были отклонены по части 7 или 8 статьи 118 Регламента Государственной думы или отозваны.
Статистика построена на основе открытого источника ― автоматизированной системы обеспечения законодательной деятельности (СОЗД).
В 2021 году Комитетом рассмотрено и принято Государственной думой 3 Федеральных закона 
|   | № закона | Суть закона |
| - | -------- | --- |
| 1 | № 376-ФЗ | С федерального уровня власти на региональный передано полномочие утверждать кандидатуры на должность руководителей финансового органа муниципальных образований. Также в закон о местном самоуправлении внесено понятие «сенатор Российской Федерации». Подробнее см.                                                                 |
| 2 | № 385-ФЗ | В данной новелле ограничивается предельный срок нахождения гражданского служащего на гражданской службе. Наниматель вправе перевести гражданского служащего на другую должность в порядке ротации, в том числе на менее оплачиваемую должность. В закон о государственной гражданской службе введено понятие план проведения ротации. |
| 3 | № 437-ФЗ | С 2022 года российская система фонда оплаты труда гражданским госслужащим значительно изменилась. Процентное соотношение должностного оклада и дополнительных надбавок изменилось: 70% к 30%. В Примечании дан список ведомств, относящихся к федеральной государственной гражданской службе (ФГГС)                                   |

В 2022 году Государственной думой от лица Комитета принято 4 Федеральных закона 
|   | № закона | Суть закона |
| - | -------- | --- |
| 1 | № 424-ФЗ | Поправка накладывает мораторий на участие экспертов в кадровых вопросах на назначение государственных гражданских служащих. При этом предельный срок службы продлевается с 65 лет до 70. Подробнее ― |
| 2 | № 460-ФЗ | Устанавливается обязанность отчитыватся перед Президентом РФ о доходах, имуществе, обязательствах имущественного характера атаману всероссийского казачьего общества. Соответствующую декларацию закрытого характера должны предоставить также жена и несовершеннолетние дети атамана. В Примечании дана гражданско-правовая характеристика казачьего общества. |
| 3 | № 560-ФЗ | Помимо полномочия речного обслуживания населения, регионы РФ получили полномочие межмуниципального морского обслуживания населения, но в рамках одного региона. Подробнее ― |
| 4 | № 645-ФЗ | В законодательство Российской Федерации вводятся понятия «оценка профессионального уровня» и «профессиональный уровень». При этом исключаются понятия «квалификационный экзамен» и «уровень квалификации». Подробнее — |

В 2023 году ГД РФ приняла 6 Федеральных законов с подачи Комитета по регполитике и местному самоуправлению 
|   | № закона | Суть закона |
| - | -------- | --- |
| 1 | № 150-ФЗ | 10 Федеральных законов (их список в Примечании) приводятся в соответствие с ФЗ «Об общих принципах организации публичной власти в субъектах Российской Федерации». Новелла также вносит норму о праве Президента РФ продлять срок пребывания на государственной гражданской службе лицам, достигшим 70 лет. |
| 2 | № 228-ФЗ | В ходе реформы местного самоуправления с 2019 года появились муниципальные округа. Каждый МО состоит из сельских поселений и территории муниципального района. Главное свойство муниципального округа — отсутствие других муниципальных образований в нём. На практике это означает, что поселковые муниципальные образования будут ликвидированы. Из двухуровневой системы (поселковый сельсовет + районный муниципалитет) Россия переходит на одноуровневую систему. Данной же новеллой полномочия муниципальных округов приравнены к полномочиям городских округов. |
| 3 | № 357-ФЗ | Продолжается дальнейшая пролонгация государственной гражанской службы, но уже на уровне региональном. Данной новеллой вводится право председателя регионального законодательного собрания продлять срок муниципальной гражданской службы тем лицам, которые работают в аппарате этого законодательного органа. Работникам аппарата необходимо соответствовать высшей квалификационной категории, чтобы получить право продления службы. Установлен крайний срок нахождения в аппарате региональной думы — до 70 лет. Подробнее — |
| 4 | № 419-ФЗ | К полномочиям регионов отнесено оказание финансовой поддержки гражданам для поиска подходящей работы в других регионах. Подробнее |
| 5 | № 517-ФЗ | Постановлением от 27 мая 2021 г. № 23-П по делу о проверке конституционности п. 6 ч. 1 ст. 44, чч. 1 и 3 ст. 47 Федерального закона от 6 октября 2003 года № 131-ФЗ «Об общих принципах организации местного самоуправления в Российской Федерации» Конституционный суд признал неконституционными данные положения. Указанные законоположения позволяли органам местного самоуправления не публиковать для всеобщего ознакомления муниципальные нормативно-правовые акты (МНПА). КС РФ по запросу гражданина Российской Федерации Ефремова Ю.Г. признал нарушение части третей статьи 15 Конституции РФ и обязал законодателей привести в соответствие данные нормы с основным законом страны. Кроме того, в России продолжается муниципальная реформа по укрупнению муниципальных образований. Данной новеллой закрепляется право муниципальных округов объединяться друг с другом. На муниципальный уровень также передаются полномочия по работе с детьми и молодёжью. |
| 6 | № 594-ФЗ | Поправки устанавливают, что граждане РФ при поступлении на государственную службу, а также уже работающие госслужащие обязаны заполнять анкету. Её форму должен установить Президент Российской Федерации. При этом государственные гражданские служащие обязаны письменно сообщать об изменениях сведений, содержащихся в анкете. Недостоверность сведений является основанием для досрочного прекращения служебного (трудового) контракта. Президентом РФ установлена форма анкеты, а также форма сообщения об изменении сведений анкеты. См. подробнее — |

### 2021 год
| Классный чин                                                          | Доплата за классный чин (в месяц) |
| --------------------------------------------------------------------- | --------------------------------- |
| Действительный государственный советник РФ (1 класса ― 3 класса)      | 22 346 ― 30 167 рублей            |
| Государственный советник РФ (1 класса ― 3 класса)                     | 12 850 ― 14 526 рублей            |
| Советник государственной гражданской службы РФ (1 класса ― 3 класса)  | 11 174 ― 12 290 рублей            |
| Референт государственной гражданской службы РФ (1 класса ― 3 класса)  | 8939 ― 10 615 рублей              |
| Секретарь государственной гражданской службы РФ (1 класса ― 3 класса) | 6145 ― 8381 рублей                |

| Группа должностей гражданской службы | %-ты должностного оклада (ранее) | %-ты должностного оклада (сейчас) |
| ------------------------------------ | -------------------------------- | --------------------------------- |
| высшая                               | 150―200%                         | 50―70%                            |
| главная                              | 120―160%                         | 40―50%                            |
| ведущая                              | 90―120%                          | 30―40%                            |
| старшая                              | 60―90%                           | 20―30%                            |
| младшая                              | до 60%                           | до 20%                            |

### 2022 год
| № | Федеральный закон | Содержание закона | Субъект законодательной инициативы                                       | Примечание |
| - | --- | --- | ------------------------------------------------------------------------ | --- |
| 1 | О внесении изменений в статьи 22 и 25.1 Федерального закона «О государственной гражданской службе Российской Федерации» от 4 ноября 2022 года, № 424-ФЗ (уточнение порядка проведения конкурса и продления предельного возраста пребывания на гражданской службе на отдельных должностях) | Новелла накладывает мораторий на участие экспертов в решении кадровых вопросов на государственной гражданской службе. Данным правовым актом закреплено право представителя нанимателя не проводить конкурсы при назначении на вакантные должности, относящиеся к высшей, главной, ведущей и старшей группам государственной гражданской службы Российской Федерации. Мораторий накладывается на 2022 и 2023 годы. Конкурс заключается не только в оценке профессионального уровня претендентов со стороны руководства органа, но и независимых экспертов — представителей научных, образовательных организаций — специалистов в области гражданской службы. Участие таких экспертов необходимо для соблюдения равного доступа к государственной службе и демократической конкурсной процедуре. Ограничение таких процедур нуждается в объяснении перед экспертами и общественностью, однако ни в пояснительной записке к проекту федерального закона, ни в заключениях профильных комитетов палат Федерального собрания РФ причины такого моратория не указаны. При этом срок службы продлевается с согласия госслужащего, но не свыше, чем до достижения им 70 лет. Ранее действующая норма предусматривала такой порядок до 65 лет . | Правительство Российской Федерации (Правительство Мишустина)             | Вступление в силу ― по истечении 10 дней со дня официального опубликования (15 ноября 2022 года) |
| 2 | О внесении изменений в статью 5 Федерального закона «О государственной службе российского казачества» от 22 ноября 2022 года, № 460-ФЗ (уточнение обязанностей атамана всероссийского казачьего общества и претендента на данную должность в целях противодействия коррупции)             | Установлена обязанность атамана всероссийского казачьего общества (а также претендента на эту должность) отчитываться о доходах, имуществе, обязательствах имущественного характера, а также о доходах и имуществе жены атамана и их несовершеннолетних детей. Непредоставление такой информации, а также предоставление заведомо недостоверных или неполных сведений о доходах и имуществе является основанием для отказа в назначении Президентом РФ на должность атамана всероссийского казачьего общества. Федеральный закон вступает в силу со дня его официального опубликования ― (22 ноября 2022 года) | Депутат Государственной Думы Водолацкий В.П.                             | В соответствии с Федеральным законом «О государственной службе российского казачества», для того чтобы казаку нести государственную службу, ему надо состоять в казачьем обществе. В свою очередь, оно должно быть включено в государственный реестр казачьих обществ (ГРКО). Именно внесение общества в ГРКО позволяет казакам, состоящем в нём, поступать на гражданскую службу. Казачьи общества — это некоммерческие организации (НКО), которые должны предоставлять отчётность о своей деятельности. В обязательном порядке информация публикуется на сайте Минюста России. Казачьим обществом руководит атаман. Он входит в органы управления обществом, которые формируют списки казаков при условии внесения в ГРКО. Данная новелла устанавливает контроль за доходами и имуществом атамана только на высшем, федеральном уровне казачества. В ходе российско-украинской войны (с 2022 года) казаки активно привлекались к выполнению задач, возложенных на Вооружённые силы Российской Федерации. Чтобы заявленный уровень подготовки казаков соответствовал требуемой квалификации, законодатель установил обязанность отчитываться атаману всероссийского казачьего общества о доходах и имуществе в целях недопущения коррупционногенного фактора. |
| 3 | О внесении изменения в статью 44 Федерального закона «Об общих принципах организации публичной власти в субъектах Российской Федерации» от 28 декабря 2022 года, № 560-ФЗ (замена слов «внутренним водным транспортом» словами «водным транспортом в межмуниципальном сообщении»)         | К полномочиям каждого субъекта Российской Федерации ранее относилось транспортное водное обслуживание населения. Полномочие распространялось на речные перевозки, при этом не выходя за границы самого субъекта России. Сенаторы Российской Федерации указали, что данное полномочие нуждается в дополнении. Оно не предусматривает организации местного морского транспорта. Между тем в составе Российской Федерации есть субъекты, для населения которых пассажирские перевозки по морским судоходным маршрутам вдоль побережья имеют большое значение (Приморский, Хабаровский, Камчатский края; Магаданская, Сахалинская, Мурманская, Калининградская области; Республика Карелия и город федерального значения Севастополь). Из-за отсутствия полномочий властей субъектов РФ на морские перевозки, права собственности на морские суда, пирсы, причалы были вне закона. Новеллой вносится положение о наделении субъекта РФ полномочием по обслуживанию морского транспорта в пределах межмуниципальных перевозок. Но эти перевозки должны осуществляться в рамках одного субъекта РФ. | Сенаторы Российской Федерации Кутепов А.В. Талабаева Л.З. Алтабаева Е.Б. | Федеральный закон вступает в силу 1 января 2023 года |
| 4 | О внесении изменений в Федеральный закон «О государственной гражданской службе Российской Федерации» от 29 декабря 2022 года, № 645-ФЗ (о понятии «профессиональный уровень») | С 29 апреля 2023 года исключаются понятия «квалификационного экзамена» и «уровня квалификации» из данного закона. Вместо них вводятся понятия «оценка профессионального уровня» и «профессиональный уровень» соответственно. Оценку профессионального уровня проводит кадровая служба государственного органа. На неё возложены функции по поиску и привлечению кадров, проверке соответствия квалификации кадров требуемому уровню на вакантную должность государственного гражданского служащего. К оценке профессионального уровня могут привлекаться научные, образовательные организации, помимо представителя подразделения государственного органа, где открыта вакантная должность. Вопрос об участии организаций решает руководитель государственного органа или уполномоченное им лицо. Квалификационные требования к профессиональному уровню зависят от должностного регламента, который определяет требования к специальности, направлению подготовки и переподготовки кадров. Под профессиональным уровнем понимается уровень знаний и умений кандидата на должность гражданского служащего, которые необходимы для исполнения должностных обязанностей. Аттестация государственного служащего состоит из двух компонентов: - оценка профессионального уровня — это знания и умения соискателя; - оценка профессиональной служебной деятельности — исполнения им должностного регламента. В данной новелле конкретизированы условия для предложения гражданскому служащему нового места работы. Если специалист не может занимать должность по состоянию здоровья (часть 2 статьи 28), то новая должность предоставляется с учётом: - его профессионального уровня; - образования, специальности, направления подготовки; - продолжительности стажа гражданской службы. Для перевода потребуется провести оценку профессионального уровня служащего и оформить её результаты. | Правительство Российской Федерации (Правительство Мишустина)             | Долгое время на государственной гражданской службе РФ существовала единая система ограничений для лиц, поступающих на службу и её проходящих. Данной поправкой устанавливаются различия: ограничения для гражданских служащих предусмотрены в статье 16 Закона, для поступающих на службу — в статье 21 Закона. Анализ норм свидетельствует, что на кандидатов распространяются все ограничения служащих, кроме утраты доверия представителя нанимателя (то есть руководителя госоргана или его представителя) и кроме приобретения статуса иностранного агента. Федеральный закон вступает в силу по истечении 120 дней после дня его официального опубликования (с 29 апреля 2023 года) |

### 2023 год
| № | Федеральный закон | Содержание закона | Субъект законодательной инициативы                                                                                               | Примечание |
| - | --- | --- | --- | --- |
| 1 | О внесении изменений в отдельные законодательные акты Российской Федерации от 28 апреля 2023 года, № 150-ФЗ (корректировка положений отдельных законодательных актов Российской Федерации с учетом норм Федерального закона «Об общих принципах организации публичной власти в субъектах Российской Федерации» от 21 декабря 2021 года, N 414-ФЗ) | Данная новелла внесла техническую правку в 10 федеральных законов, представленных в Примечании. Суть изменений: отсылки на органы государственной власти (законодательной и исполнительной) заменяются на отсылки на общую публичную власть на уровне субъектов Российской Федерации. Это необходимо с точки зрения единства правовых норм с учётом принятия закона, выделенного жирным шрифтом в колонке слева. В Федеральный закон «О государственной гражданской службе Российской Федерации» (статья 3) вносится дополнение. В случае если гражданский служащий достиг предельного возраста пребывания на службе (70 лет), Президент Российской Федерации может продлить срок его службы. В таком случае с гражданином заключается срочный служебный контракт и при необходимости производится ротация на новую должность. Закон вступил в силу 8 мая 2023 года | Законодательное Собрание Оренбургской области                                                                                    | Изменения в законы: Статья 1 — Семейный кодекс РФ Статья 2 — Земельный кодекс РФ Статья 3 — «О государственной гражданской службе Российской Федерации» от 27 июля 2004 года № 79-ФЗ; Статья 4 — Жилищный кодекс РФ Статья 5 — Градостроительный кодекс РФ Статья 6 — Водный кодекс РФ Статья 7 — Лесной кодекс РФ Статья 8 — «Об энергосбережении и о повышении энергетической эффективности и о внесении изменений в отдельные законодательные акты Российской Федерации» от 23 ноября 2009 года № 261-ФЗ; Статья 9 — «О порядке безвозмездной передачи военного недвижимого имущества в собственность субъектов Российской Федерации, муниципальную собственность и о внесении изменений в отдельные законодательные акты Российской Федерации» от 8 декабря 2011 года № 423-ФЗ; Статья 10 — «Об организации дорожного движения в Российской Федерации и о внесении изменений в отдельные законодательные акты Российской Федерации» от 29 декабря 2017 года № 443-ФЗ Статья 11 — «Об ответственном обращении с животными и о внесении изменений в отдельные законодательные акты Российской Федерации» от 27 декабря 2018 года № 498-ФЗ. |
| 2 | О внесении изменений в отдельные законодательные акты Российской Федерации от 13 июня 2023 года, № 228-ФЗ (приведение в соответствие полномочий муниципальных округов с полномочиями городских округов) | В связи с образованием муниципальных округов внесены изменения в ряд законодательных актов (см. в Примечании). Полномочия двух муниципальных единиц уравнены между собой. С 2003 по 2019 годы муниципальные образования в России показали все плюсы и минусы своего функционирования. Необходимость в корректировке административно-территориального деления возникла на основе обширной практики в сфере государственного и муниципального управления, масштабных инфраструктурных изменений. В 2019 году вступили в силу поправки к ФЗ «Об общих принципах организации местного самоуправления в Российской Федерации». Согласно новым положениям, на основе сельских поселений и муниципальных районов могут образовываться муниципальные округа — новые территориальные образования. Главное свойство муниципальных округов — отсутствие дополнительных муниципальных образований в них. Это означает, что процесс образования муниципальных округов подразумевает ликвидацию второго, поселенческого уровня местного самоуправления, то есть сельских муниципальных образований. Полномочия и ответственность представительных органов власти и местных администраций поселений переводятся на уровень районов. Но не все сельские поселения могут объединяться в муниципальный округ, а только те, которые удовлетворяют критерию плотности населения. Переходный период по реализации данных положений закона установлен до 2025 года. Основным достоинством разветвлённой системы местного самоуправления была доступность жителя села к местной администрации. Жители данных населённых пунктов могли быть лично знакомы с главой сельской администрации и местными депутатами для решения проблем низового уровня. Но на практике бюджет сельских поселений составлял несколько миллионов рублей, бюльшая часть которых шла на содержание местной администрации. В итоге на многие поступающие запросы не хватало денежных ресурсов и проблему приходилось решать на уровень выше — в районной администрации. В связи с этим реформа местного самоуправления шла по пути укрупнения муниципальных образований: 1) объединяла сельские поселения — мелкие населённые пункты присоединяла к более крупным; 2) преобразовывала муниципальные районы в городские округа. Закон вступил в силу с 24 июня 2023 года | Правительство Российской Федерации (Правительство Мишустина)                                                                     | Изменения в законы: Статья 1 — «Об оценочной деятельности в Российской Федерации» от 29 июля 1998 года № 135-ФЗ; Статья 2 — Земельный кодекс РФ; Статья 3 — «О введении в действие Земельного кодекса Российской Федерации» от 25 октября 2001 года № 137-ФЗ; Статья 4 — «Об обороте земель сельскохозяйственного назначения» от 24 июля 2002 года № 101-ФЗ; Статья 5 — «О личном подсобном хозяйстве» от 7 июля 2003 года № 112-ФЗ; Статья 6 — «О переводе земель или земельных участков из одной категории в другую» от 21 декабря 2004 года № 172-ФЗ; Статья 7 — «О Всероссийской сельскохозяйственной переписи» от 21 июля 2005 года № 108-ФЗ; Статья 8 — «О рекламе» от 13 марта 2006 года N 38-ФЗ; Статья 9 — «О кадастровой деятельности» от 24 июля 2007 года № 221-ФЗ; Статья 10 — «О передаче земельных участков, находящихся в границах курортов федерального значения, в собственность субъектов Российской Федерации или муниципальную собственность, об отнесении указанных земельных участков к федеральной собственности, собственности субъектов Российской Федерации или муниципальной собственности и о внесении изменения в Федеральный закон «Об особо охраняемых природных территориях» от 3 декабря 2008 года № 244-ФЗ; Статья 11 — «Об основах государственного регулирования торговой деятельности в Российской Федерации» от 28 декабря 2009 года № 381-ФЗ; Статья 12 — «О зонах территориального развития в Российской Федерации и о внесении изменений в отдельные законодательные акты Российской Федерации» от 3 декабря 2011 года № 392-ФЗ; Статья 13 — «О порядке безвозмездной передачи военного недвижимого имущества в собственность субъектов Российской Федерации, муниципальную собственность и о внесении изменений в отдельные законодательные акты Российской Федерации» от 8 декабря 2011 года № 423-ФЗ; Статья 14 — «О контрактной системе в сфере закупок товаров, работ, услуг для обеспечения государственных и муниципальных нужд» от 5 апреля 2013 года № 44-ФЗ; Статья 15 — «О внесении изменений в Земельный кодекс Российской Федерации и отдельные законодательные акты Российской Федерации» от 23 июня 2014 года № 171-ФЗ; Статья 16 — «О территориях опережающего развития в Российской Федерации» от 29 декабря 2014 года № 473-ФЗ; Статья 17 — «О свободном порте Владивосток» от 13 июля 2015 года № 212-ФЗ; Статья 18 — «О государственной регистрации недвижимости» от 13 июля 2015 года № 218-ФЗ. |
| 3 | О внесении изменения в статью 25-1 Федерального закона «О государственной гражданской службе Российской Федерации» от 24 июля 2023 года, № 357-ФЗ (продление предельного возраста пребывания на гражданской службе на отдельных должностях) | По общему правилу, предельный возраст пребывания на государственной гражданской службе составлял 65 лет. В ноябре 2022 года был подписан Федеральный закон №424-ФЗ (см. выше, №1 от 2022 года), который повысил предельный возраст пребывания на госслужбе с 65 до 70 лет. С 8 мая 2023 года Федеральным законом №150-ФЗ (см. выше, №1 от 2023 года) установлены полномочия Президента РФ продлять срок гражданской службы гражданину ежегодно, если он уже достиг предельного возраста 70 лет. Вводимая новелла №357-ФЗ расширяет круг лиц, которым предоставляется право пролонгирования гражданской службы на уровне регионов. Им наделяется председатель регионального парламента в отношении руководителей аппарата областного (краевого, республиканского, иного) парламента. Для процедуры ежегодного продления службы необходимо, чтобы должность гражданского служащего соответствовала высшей квалификационной категории. Установлен верхний предел возраста: не свыше 70 лет. | Государственное Собрание ― Курултай Республики Башкортостан                                                                      | Федеральный закон вступает в силу 4 августа 2023 года |
| 4 | О внесении изменения в статью 44 Федерального закона «Об общих принципах организации публичной власти в субъектах Российской Федерации» от 4 августа 2023 года, № 419-ФЗ (уточнение полномочий в сфере занятости населения) | К полномочиям регионов отнесено оказание финансовой поддержки гражданам для поиска подходящей работы в других регионах. Финансовая поддержка может распространяться на переезд и переселение граждан, зарегистрированных в службе занятости, членов их семей в другую местность для трудоустройства по направлению службы занятости. Для реализации полномочия необходимо принятие регионального закона или нормативного акта. | Государственный Совет Республики Татарстан                                                                                       | Закон ретроактивен. Поправки распространяются на правоотношения, возникшие с 11 января 2023 года. Закон вступает в силу со дня его официального опубликования. |
| 5 | О внесении изменений в Федеральный закон «Об общих принципах организации местного самоуправления в Российской Федерации» от 2 ноября 2023 года, № 517-ФЗ (порядок опубликования и обнародования муниципальных нормативных правовых актов) (уточнение вопросов местного значения в сфере работы с детьми и по реализации прав молодежи)            | В Конституционный суд РФ обратился гражданин Российской Федерации Ефремов Ю.Г. По его мнению, пункт 6 части 1 статьи 44 и части 1, 3 статьи 47 Федерального закона, выделенного жирным шрифтом слева, нарушают права и свободы, а также обязанности человека и гражданина и противоречат Конституции Российской Федерации. Указанные законоположения позволяют органам местного самоуправления не публиковать для всеобщего сведения муниципальные нормативно-правовые акты (МНПА), поэтому, по мнению Ефремова Ю.Г., не соответствуют части 3 статьи 15 Конституции РФ. Постановлением от 27 мая 2021 г. № 23-П по делу о проверке конституционности п. 6 ч. 1 ст. 44, чч. 1 и 3 ст. 47 Федерального закона от 6 октября 2003 года № 131-ФЗ «Об общих принципах организации местного самоуправления в Российской Федерации» Конституционный суд признал неконституционными данные положения, обязав законодателей устранить данное противоречие с основным законом страны. До решения КС РФ официальным опубликованием считалась первая публикация полного текста МНПА исключительно в периодическом печатном издании. Размещение МНПА на официальном сайте муниципалитета размещалось как дополнение. Использовать сетевой ресурс как альтернативу официальному обнародованию не предусматривалось. Способы же доведения МНПА до населения (обнародования) определялись локальными актами. Исходя из этого КС РФ счёл, что данные положения не способствуют единообразному применению законодательства РФ. Он обязал депутатов Государственной думы в двухгодичный срок внести определённость в законодательное регулирование порядка опубликования и обнародования МНПА. В Законе № 517 законодатель официально закрепил отсутствовавшие ранее юридические понятия для местного самоуправления, как «официальное обнародование», «обнародование», «официальное опубликование», «опубликование», «публикация», «размещение». МНПА вступают в силу исключительно после их официального обнародования. Под обнародованием МНПА понимается: - официальное опубликование МНПА - размещение МНПА в местах, доступных для неограниченного круга лиц (сюда входят государственные органы, государственные и муниципальные библиотеки и так далее) - размещение на официальном сайте органа муниципального образования в сети Интернет. Официальным опубликованием МНПА считается первая публикация его полного текста в периодическом печатном издании, распространяемом в муниципальном образовании, или первое размещение его полного текста в сетевом издании. В случае обнародования через сеть, обеспечивается одна или несколько точек доступа к сети Интернет в местах, доступных для неограниченного доступа лиц. Официальное издание и сетевой ресурс закрепляются в Уставе муниципального образования. В нём должны быть указаны: - официальное издание и электронный ресурс для опубликования и обнародования - только муниципальное печатное издание - только муниципальный электронный ресурс. Новая редакция закона также даёт право муниципальным округам объединяться друг с другом. При этом каждый из объединившихся муниципальных округов утрачивает статус муниципальной единицы. На муниципальный уровень передаются полномочия по работе с детьми и молодёжью: - участие в реализации молодёжной политики - обеспечение и защита прав интересов молодёжи - разработка и реализация муниципальных программ в сфере молодёжной политики - мониторинг реализации молодёжной политики в поселении. | Депутаты Государственной Думы Метелев А.П Кастюкевич И.Ю. Киселёв М.С. Саранова Ю.В. Дамдинцурунов В.А. Абакаров Х.М. Панин Г.О. | ЧАСТЬ 3 СТАТЬИ 15 КОНСТИТУЦИИ РОССИЙСКОЙ ФЕДЕРАЦИИ Законы подлежат официальному опубликованию. Неопубликованные законы не применяются. Любые нормативные правовые акты, затрагивающие права, свободы и обязанности человека и гражданина, не могут применяться, если они не опубликованы официально для всеобщего сведения. Федеральный закон вступил в силу 13 ноября 2023 года |
| 6 | О внесении изменений в статью 12 Федерального закона «О системе государственной службы Российской Федерации» и отдельные законодательные акты Российской Федерации от 12 декабря 2023 года, № 594-ФЗ (об унификации сведений о кадровом составе органов публичной власти)                                                                         | Поправки устанавливают, что граждане РФ при поступлении на государственную службу, а также госслужащие обязаны заполнять анкету. Её форму должен установить Президент Российской Федерации. При этом государственные (региональные, муниципальные) гражданские служащие должны письменно сообщать о каждом изменении сведений, содержащихся в анкете. Указанные сведения в анкетах проверяются по решению представителя нанимателя (то есть руководителя государственного органа либо исполняющим его обязанности, либо представителя руководителя). Такая проверка возлагается на кадровую службу государственного или муниципального органа. Она направляет в органы публичной власти и организации письменные запросы. Срок ответа — не позднее месяца со дня получения запроса. Служебный контракт (трудовой договор) можно расторгнуть по инициативе руководителя в случае недостоверности сведений — документы оказались подложными либо сведения заведомо ложные. Прекращение контракта (договора) предусмотрено также в случае, если документы (сведения) не представлены. Указом Президента Российской Федерации от 10 октября 2024 года, № 870 «О некоторых вопросах представления сведений при поступлении на государственную службу Российской Федерации или муниципальную службу в Российской Федерации» утверждена форма анкеты, а также форма сообщения об изменении сведений, содержащихся в анкете. С 1 января 2026 года указанная анкета будет заполняться только в электронном виде с использованием специального программного обеспечения «Анкета ГС (МС)», личного кабинета на Портале госслужбы или информационных систем, используемых органами публичной власти в кадровой работе. Указ вступает в силу со дня его официального опубликования (10 октября 2024 года). Органам публичной власти предоставляется полгода на обеспечение реализации его положений. | Правительство Российской Федерации (Правительство Мишустина)                                                                     | Изменения в законы: Статья 1 ― «О системе государственной службы Российской Федерации» от 27 мая 2003 года № 58-ФЗ; Статья 2 ― «О прокуратуре Российской Федерации» (в редакции Федерального закона от 17 ноября 1995 года № 168-ФЗ); Статья 3 ― «О службе в таможенных органах Российской Федерации» от 21 июля 1997 года № 114-ФЗ; Статья 4 ― «О воинской обязанности и военной службе» от 28 марта 1998 года № 53-ФЗ; Статья 5 ― «О государственной гражданской службе Российской Федерации» от 27 июля 2004 года № 79-ФЗ; Статья 6 ― «О муниципальной службе в Российской Федерации» от 2 марта 2007 года № 25-ФЗ; Статья 7 ― «О Следственном комитете Российской Федерации» от 28 декабря 2010 года № 403-ФЗ; Статья 8 ― «О службе в органах внутренних дел Российской Федерации и внесении изменений в отдельные законодательные акты Российской Федерации» от 30 ноября 2011 года № 342-ФЗ; Статья 9 ― «О службе в федеральной противопожарной службе Государственной противопожарной службы и внесении изменений в отдельные законодательные акты Российской Федерации» от 23 мая 2016 года № 141-ФЗ; Статья 10 ― «О службе в уголовно-исполнительной системе Российской Федерации и о внесении изменений в Закон Российской Федерации «Об учреждениях и органах, исполняющих уголовные наказания в виде лишения свободы» от 19 июля 2018 года № 197-ФЗ; Статья 11 ― «О службе в органах принудительного исполнения Российской Федерации и внесении изменений в отдельные законодательные акты Российской Федерации» от 1 октября 2019 года № 328-ФЗ; Статья 12 ― закон вступает в силу по истечении 90 дней после дня его официального опубликования |